# Tvrdošovce
Tvrdošovce és un poble i municipi d'Eslovàquia que es troba a la regió de Nitra, al sud-oest del país. El 2021 tenia 5.183 habitants.

## Història
La primera menció escrita de la vila es remunta al 1221.

## Demografia
| Godina             | 1994 | 2004   | 2014   | 2024   |
| ------------------ | ---- | ------ | ------ | ------ |
| Nombre de persones | 5145 | 5239   | 5172   | 5062   |
| Diferència         |      | +1,82% | −1,27% | −2,12% |

| Godina             | 2023 | 2024   |
| ------------------ | ---- | ------ |
| Nombre de persones | 5089 | 5062   |
| Diferència         |      | −0,53% |

## Viles agermanades[4]
- Zetelaka, Romania
- Bonyhád, Hongria
- Szákszend, Hongria
- Nagyatád, Hongria
- Környe, Hongria
- Piliš, Hongria
- Tardoš, Hongria